# Kate Capshaw
Kathleen Sue Nail, más conocida como Kate Capshaw (Fort Worth, Texas, 3 de noviembre de 1953), es una actriz estadounidense. Es conocida principalmente por interpretar a Willie Scott en Indiana Jones and the Temple of Doom (1984) de Steven Spielberg (con quien está casada desde 1991), y a Joyce en Black Rain (1989) de Ridley Scott.

## Biografía
Capshaw contrajo matrimonio en 1976 con Robert Capshaw, de quien se divorció en 1980 aunque mantuvo su apellido de casada como seudónimo artístico.
Tras la separación tuvo su papel debut en la serie televisiva The Edge of Night, de 1981, y dos años después actuó en el segundo largometraje de la saga de Indiana Jones, donde conoció al director Steven Spielberg, con quien inició una relación y se casó en una ceremonia ortodoxa en 1991 tras convertirse al judaísmo.
Si bien continuó actuando hasta 2002, Capshaw no volvió a aparecer en ninguna otra película de Spielberg.
Tiene siete hijos: Jessica Capshaw (de su matrimonio con Robert Capshaw, que también es actriz, conocida por su papel de Arizona Robbins en la serie de televisión Grey's Anatomy), Max Spielberg (diseñador de videojuegos como Assassin's Creed: Unity o Battlefield 1, nacido del matrimonio de Spielberg con la actriz Amy Irving), Theo Capshaw (guitarrista, adoptado por Capshaw antes de casarse con Spielberg), Sasha Spielberg (primera hija biológica de Capshaw y Spielberg, que actuó en películas como La terminal, Múnich, Indiana Jones y el reino de la calavera de cristal, The Post y Licorice Pizza, y es cantante bajo el seudónimo Buzzy Lee), Sawyer Spielberg (actor), Mikaela Spielberg (adoptada por la pareja, actriz de cine pornográfico) y Destry Allyn Spielberg (modelo, actriz y directora).

## Filmografía
| Año  | Título                               | Personaje                 | Nota                    |
| ---- | ------------------------------------ | ------------------------- | ----------------------- |
| 1981 | The Edge of Night                    | Jinx Avery                | Serie de televisión     |
| 1982 | A Little Sex                         | Katherine                 |                         |
| 1982 | Missing Children: A Mother's Story   | Elaine Rogers             | Película de televisión  |
| 1984 | Indiana Jones and the Temple of Doom | Willie Scott              |                         |
| 1984 | Best Defense                         | Laura Cooper              |                         |
| 1984 | Windy City                           | Emily Reubens             |                         |
| 1984 | Dreamscape                           | Jane DeVries              |                         |
| 1986 | Power                                | Sydney Betterman          |                         |
| 1986 | SpaceCamp                            | Andie                     |                         |
| 1987 | The Quick and the Dead               | Susanna McKaskel          | Película de televisión  |
| 1987 | Her Secret Life                      | Annie                     | Película de televisión  |
| 1988 | Ti presento un'amica                 | Brunetta                  |                         |
| 1988 | Internal Affairs                     | Joanna Gates              | Película de televisión  |
| 1989 | Black Rain                           | Joyce                     |                         |
| 1990 | Love at Large                        | Ellen McGraw              |                         |
| 1991 | My Heroes Have Always Been Cowboys   | Jolie                     |                         |
| 1993 | Black Tie Affair                     | Margo Cody                | Serie de televisión     |
| 1994 | Next Door                            | Karen Coler               |                         |
| 1994 | Love Affair                          | Lynn Weaver               |                         |
| 1995 | Just Cause                           | Laurie Prentiss Armstrong |                         |
| 1995 | How to Make an American Quilt        | Sally                     |                         |
| 1995 | Duke of Groove                       | Rebecka                   | Película de televisión  |
| 1996 | No Dogs Alowed                       |                           | Cortometraje            |
| 1996 | Four Tales of Two Cities             | Rebecka                   | Segmento Duke of Groove |
| 1997 | The Locusts                          | Delilah Ashford Potts     |                         |
| 1997 | Life During Wartime                  | Gale Ancona               |                         |
| 1999 | The Love Letter                      | Helen                     |                         |
| 2001 | A Girl Thing                         | Casey Montgomery          | Película de televisión  |
| 2002 | Due East                             | Becky Purdue              | Película de televisión  |